# بابي يار
بابي يار (بالأوكرانية: Бабин Яр)‏, Babyn Yar; (بالروسية: Бабий Яр)‏ هي إفجيج في العاصمة الأوكرانية كييف وموقع للمجازر التي نفذتها القوات الألمانية والمتعاونون الأوكرانيون المحليون خلال حملتهم ضد الاتحاد السوفيتي في الحرب العالمية الثانية. وقعت أول المجازر وأكثرها توثيقًا في 29-30 سبتمبر 1941، مما أسفر عن مقتل حوالي 33771 يهوديًا.
تعتبر المذبحة أكبر عملية قتل جماعي تحت رعاية النظام النازي والمتعاونين معه خلال حملته ضد الاتحاد السوفيتي وقد سميت «أكبر مذبحة فردية في تاريخ المحرقة» حتى ذلك التاريخ.
ومن بين ضحايا المجازر الأخرى في الموقع أسرى الحرب السوفيت، والشيوعيون، والقوميون الأوكرانيون، والغجر. وتشير التقديرات إلى أن ما بين 100.000 و150،000 شخصا قتلوا في بابي يار خلال الاحتلال الألماني.